# Инагэ-ку
Инагэ-ку (яп. 稲毛区) — район города Тиба префектуры Тиба в Японии. По состоянию на 1 июня 2013 года население района составило 156 820 человека, плотность населения — 7 380 чел./км².

## История
Область современного Инагэ-ку была заселена с древнейших времён. Синтоистский храм в Инаге-ку датируется IX веком. В 1889 году на территории нынешней Инагэ-ку располагались сёла Цуга, Кэмигава, Котэгава и часть города Тиба. Кэмигава стала городом в 1891 году, а Тиба получила статус города в 1921 году. В состав Тибы вошли деревня Цуга и город Кэмигава в 1937 году, а Котэгава — в 1954 году. Район Инагэ имел выход к Токийскому заливу, и учитывая его близость к Токио, был популярным местом для купания и пляжного отдыха. Но с 1961 года, после масштабных мелиоративных работ вдоль побережья Токийского залива в префектуре Тиба в рамках развития города Тиба, он потерял выход к морю. Район же после окончания Второй мировой войны был застроен жилыми кварталами в связи с развитием транспортных сетей.
Район Инагэ-ку был создан 1 апреля 1992 года, когда Тиба получила статус города, определённого указом правительства.

## Экономика
Район Инагэ-ку в основном служит региональным коммерческим центром и спальным районом Тибы и Токио. На севере района расположен «Индустриальный парк Наирику» (内陸工業団地).

## Транспорт
- Скоростная дорога Хигаси-Канто;
- Кокудо 14;
- Кокудо 16;
- Кокудо 126.

Железнодорожный:
- Линия Собу: станции Тиба и Хигаси-Тиба;
- Линия Тиба: станция Мидоридай;
- Городской монорельс Тибы (Линия 2): станции Тэндай, Сакусабэ, Анагава и Спортс Сентер.